# ورتیشته
ورتیشته (به صربی: Vrtište) یک منطقهٔ مسکونی در صربستان است که در نیش واقع شده‌است. ورتیشته ۱۰٫۱ کیلومتر مربع مساحت دارد ۲۰۶ متر بالاتر از سطح دریا واقع شده‌است.